# Latinščina
Latinščina (latinsko lingua Latina) je antični indoevropski jezik in eden od dveh klasičnih jezikov Evrope. 
Vsi romanski jeziki izhajajo iz latinščine, mnogo besed z latinskim korenom pa je moč najti v drugih sodobnih jezikih, tudi v slovenščini. V zahodnem svetu je bila latinščina celo več kot tisočletje lingua franca, naučen jezik za znanstvene in politične zadeve. Pozneje jo je v 18. stoletju nadomestila francoščina, v poznem 19. stoletju pa angleščina. Podobno vlogo je imel v Indiji sanskrt. Latinščina še dandanes ostaja formalni jezik rimskokatoliške cerkve, kar vključuje to, da je uradni jezik države Vatikan. Uporablja se tudi za kovanje imen v naravoslovni razvrstitvi živih bitij.

## Zgodovina
V drugi polovici 2. tisočletja pr. n. št. se je iz indoevropske jezikovne skupnosti (iz njenega zahodnega dela, živečega v tedanji srednji in zahodni Evropi) izločilo nekaj ljudstev in se napotilo proti jugu iskat nova ozemlja. V nekaj naselitvenih valih so ti predstavniki Indoevropejcev zasedli Apeninski polotok in izpodrinili tamkajšnje večinoma neindoevropske prebivalce. V novi domovini so dobili ime Italiki. To ime označuje pripadnike številnih plemen, govorečih sorodne jezike in narečja. Zlasti pomembni sta dve večji jezikovni skupini: osko-umbrijska in latino-faliskiška (v to spada latinski jezik).
Latinščina je dobila ime po pokrajini Latium (slovensko Lacij), vendar je bila prvotno le eno od narečij, ki so jih govorili v tej pokrajini, namreč narečje mesta Rim in njegove bližnje okolice. Ko pa sta začela naraščati moč in vpliv Rima, se je začelo širiti tudi področje, na katerem so govorili latinsko. Latinščina je najprej izpodrinila sorodne in drugorodne jezike na polotoku, ko pa je rimski imperij obvladal skoraj ves tedaj znani svet, se je zelo razširila po Evropi, Severni Afriki in Bližnjem Vzhodu kot formalni jezik Rimskega imperija in se tako povzdignila v svetovni jezik.

## Izvor
Latinščina spada skupaj s faliskijščino v latinsko-faliskijsko vejo italskih jezikov, ki se izrazito razlikuje od druge osko-umbrijske skupine. Ker so razlike med obema vejama tudi v osnovnem besedišču precejšnje, ni nujno, da sta se razvili iz skupnega italskega prajezika, in je morda verjetneje, da je latinščina nastala iz zlitja italsko govorečega ljudstva s staroselskim prebivalstvom Lacija. Italsko govoreča ljudstva so prišla v Italijo potem, ko je enotna skupnost severno od Alp začela razpadati in je nekaj njenih plemen okrog leta 1200 pr. n. št. drugo za drugim prekoračilo Alpe in poselilo srednjo in južno Italijo. 
Rimljani so se pozneje veliko naučili od narodov, ki so zapadli pod njihovo oblast. To se je odražalo tudi v njihovem jeziku. Od prvotnih prebivalcev Sredozemlja so prevzeli večino imen mediteranskih rastlin in izrazov v zvezi s plovbo. Etruščani so imeli močan vpliv na življenje Rimljanov in s tem tudi na njihov besedni zaklad. Največji kulturni in zato tudi jezikovni vpliv na Rimljane pa so imeli Grki. Prve izposojenke so prevzete v dorski ali jonski obliki, zaradi stikov med Grki in Rimljani v grških kolonijah južne Italije, ki je zaradi teh kolonij dobila ime Velika Grčija. Tudi svoje črke so Rimljani oblikovali po vzoru zahodnogrške pisave. 

## Razvoj
V času dolgega zgodovinskega razvoja so latinščino doletele velike spremembe. O tem priča zgodovinar Polibij, ki v 2. stoletju pr. n. št. piše o prvi kartažanski pogodbi (morda iz 509 pr. n. št.), ko pravi, da so tudi najboljši učenjaki po poglobljenem študiju imeli težave pri razlaganju nekaterih njenih odlomkov. V razvoju jezika lahko ločimo naslednja obdobja:
- predknjiževna (predliterarna) doba: od začetkov do okoli 300 pr. n. št.;
- stara (arhaična) doba: od okoli 300 pr. n. št. do 80 pr. n. št.;
- klasična doba: od leta 80 pr. n. št.do leta 14 našega štetja (do Avgustove smrti); za to dobo se je uveljavil naziv zlata latinščina;
- cesarska doba:
  - zgodnja: od leta 14 do leta 117, imenovana tudi srebrna latinščina;
  - srednja: od leta 117 do leta 192 (do smrti cesarja Komoda);
  - pozna cesarska doba: od leta 192 do konca cesarstva leta 476 (in še naprej do srede 7. stoletja.

V obdobju klasične dobe latinščine se razvije sermo urbanus (mestna govorica), kar je drug izraz za uglajen, lep in uravnotežen jezik, ki je nastal po zavestnem prizadevanju številnih piscev. Tuje prvine in nove tvorbe se smejo vanj vnašati le izjemoma in ne po pravilu. Nanj lahko sklepamo zlasti po književnih besedilih pa tudi po napisih iz tiste dobe.

## Književnost
Na začetku literarnega izročila je bil latinski jezik še zelo nedognan in neustaljen. Pisatelji arhaične dobe (zlasti Plavt v svojih komedijah) so uporabljali vsakdanjo govorico in z njo celo vrsto izrazov, oblik in zvez, ki so značilne za ljudski jezik. Pri Terenciju take vsidranosti v ljudskem jeziku ni bilo več (njegov jezik je jezik izobraženca). Od takrat naprej se je jezikovni izraz vedno bolj nadgrajeval in zlasti v 1. stoletju pr. n. št. postanejo poskusi ustvariti literarno prozo uspešni. Vrh je v teh prizadevanjih dosegel Cicero, saj je ves čas uporabljal dognan in umetniško oblikovan jezik in slog, le v pismih je bila njegova govorica bolj sproščena. Zato sta s Cezarjem postala vzor poznejšim pisateljem zaradi izbranega okusa, ki ju je vodil pri ustvarjanju klasične proze.
Za klasično ali zlato latinščino je predvsem značilna preciznost in strogost v sintaksi. Vsi odnosi so točno izraženi, zgradba stavka je logično izpeljana. Pravila so trdna in dopuščajo le malo odklonov, le pesniki so si privoščili malo več svobode v izražanju. V širšem smislu štejemo za klasike Salustija, Nepota in Livija.
Propad republike je povzročil konec politične svobode, zato govorniške šole, kjer so se mladi Rimljani naučili svoj jezik lepo oblikovati, niso imele več tolikega pomena.

## Slovnica
Latinščina ima sistem pregibanja precej podoben slovenščini: predvsem deluje tako, da pripenjamo pripone in obrazila nespremenljivi osnovi. Obstaja pet sklanjatev samostalnikov in štiri spregatve glagolov.
Sklanjatve in spregatve so opredeljene kot prva, druga, itd., vendar tudi po prevladujočem glasu v besedi. Pri samostalnikih je ta glas v obrazilu šestega sklona ednine, pri glagolih pa v priponi. Tako se imenuje prva sklanjatev tudi "a sklanjatev", ker velja za samostalnike z obrazilom -a. Pri glagolih pa je "a spregatev" tista, kjer je "a" pripona med besedno osnovo in obrazilom, na primer laud-a-re.